# سيامند رحمان
سيامند رحمان (22 مارس 1989 في أشنويه‌، إيران – 1 مارس 2020 في أشنويه، إيران) رباع بارالمبي إيراني وصاحب الرقم العالمي والبارالمبي لمنافسات وزن +107 كلغ، بوزن قدره 310 كيلوغرامات وحامل الميدالية الذهبية لنفس الوزن في الألعاب البارالمبية الصيفية 2016 التي أقيمت في ريو دي جانيرو وقد تقلد الميدالية الذهبية أيضا في بارالمبياد لندن عام 2012 بتسجيله 280 كغم.